# Marcelo González Martín
Marcelo González Martín, španski rimskokatoliški duhovnik, škof in kardinal, * 16. januar 1918, Villanubla, † 25. avgust 2004.

## Življenjepis
29. junija 1941 je prejel duhovniško posvečenje.
31. decembra 1960 je bil imenovan za škofa Astorge in 5. marca 1961 je prejel škofovsko posvečenje.
21. februarja 1966 je postal nadškof pomočnik Barcelone in naslovni nadškof Casae Medianae; nadškofovski položaj je nasledil 7. januarja 1967.
3. decembra 1971 je postal nadškof Toleda.
5. marca 1973 je bil povzdignjen v kardinala in imenovan za kardinal-duhovnika San Agostino.
Upokojil se je 23. junija 1995.